# 레이패유스토
레이패유스토(핀란드어: leipäjuusto) 또는 유스토레이패(핀란드어: juustoleipä)는 핀란드의 전통 치즈이다. 전통적으로 소젖(초유)으로 만들지만, 순록젖이나 염소젖을 쓰기도 한다. 건조시키면 최대 몇 년 동안 보관할 수 있다. 건조시킨 치즈는 불에 데워서 부드럽게 만들어 주로 에피타이저로 먹는다. 오늘날 판매되는 치즈도 며칠 동안 통풍이 잘 되는 곳에 보관하여 건조시킬 수 있다. 부드러운 맛이 난다.

## 같이 보기
- 할루미
- 사가나키